# Myscélos
Dans la mythologie grecque, Myscélos (en grec ancien Μύσκελος / Myscelos) est un descendant d'Héraclès originaire d'Argos.
Une nuit où Myscélos dormait, Héraclès lui apparut en rêve et lui ordonna de partir au loin fonder une cité. Myscélos était relativement inquiet... Un rêve ? Une véritable ordonnance divine ? D'autant qu'au même moment, s'expatrier d'Argos était illégal et passible de mort.

La nuit suivante, Héraclès renouvela sa demande en promettant des châtiments plus terribles si ce n'était pas fait.

Myscélos se prépara à partir mais « le bruit de ce départ se répand bientôt dans la ville » et il fut arrêté. Malgré le risque de peine de mort, il ne nia rien et le procès se déroula. Chaque juge mit une pierre noire, symbole de culpabilité, dans l'urne de vote. L'accusé pria Héraclès qui transforma les pierres noires en pierres blanches, symboles d'innocence. « Par ce prodige, Hercule rendit la sentence favorable, et le fils d'Alémon fut renvoyé absous. » Myscélos s'embarqua et vogua jusqu'en Italie où, en tant qu'oikiste, il fonda alors une colonie sur le lieu indiqué par Héraclès : Crotone.
En fait Héraclès faisait en sorte de tenir ses promesses. Il y a deux versions[réf. nécessaire], qui se déroulent toutes deux lors de ses 12 travaux :
- La première dit que pour remercier Croton, un roi d'Italie, de son accueil, Héraclès lui annonça qu'un jour une glorieuse cité serait sur ses terres.
- La seconde dit qu'Héraclès subit une tentative de vol du troupeau qu'il avait pris à Géryon. En attrapant le voleur, il tua accidentellement Croton et sur sa tombe, il lui promit en souvenir une ville prestigieuse.

## Sources
- Denys d'Halicarnasse, Antiquités romaines [détail des éditions] [lire en ligne] (II, 59, 3).
- Ovide, Métamorphoses [détail des éditions] [lire en ligne] (XV, 20).